# Jędrzej Stępak
Jędrzej Stępak (ur. 1953, zm. 10 maja 2023) – polski architekt, dr hab. sztuk plastycznych, profesor uczelni i kierownik Laboratorium Działań Twórczych w Przestrzeni Społecznej Wydziału Studiów Edukacyjnych Uniwersytetu im. Adama Mickiewicza w Poznaniu.

## Życiorys
Absolwent Uniwersytetu Artystycznego im. Magdaleny Abakanowicz w Poznaniu, który ukończył w 1978. 19 czerwca 2012 uzyskał stopień doktora habilitowanego. Został zatrudniony na stanowisku profesora nadzwyczajnego w Zakładzie Edukacji Artystycznej na Wydziale Studiów Edukacyjnych Uniwersytetu im. Adama Mickiewicza w Poznaniu.
Był starszym wykładowcą Zakładu Edukacji Artystycznej Wydziału Studiów Edukacyjnych Uniwersytetu im. Adama Mickiewicza.
Był profesorem uczelni i kierownikiem w Laboratorium Działań Twórczych w Przestrzeni Społecznej na Wydziale Studiów Edukacyjnych Uniwersytetu im. Adama Mickiewicza w Poznaniu.
Autor największego na świecie kosza wiklinowego pod nazwą Kosz 2000 znajdującego się w Nowym Tomyślu.